# Цугару (пролив)
Пролив Цуга́ру, или Санга́рский  (яп. 津軽海峡 Цугару-кайкё:), — пролив между японскими островами Хонсю и Хоккайдо, соединяет Японское море с Тихим океаном. Ширина пролива 18—110 км, длина — 96 км. Глубина судоходной части изменяется от 110 до 491 м.
Японские территориальные воды распространяются только на 3 морские мили от берега вместо обычных 12 миль, чтобы Военно-морские силы США могли проходить через пролив, не нарушая закона о запрете нахождении ядерного оружия на территории Японии.
Под проливом проходит тоннель Сэйкан — второй по длине (после Готтардского базисного тоннеля) железнодорожный тоннель. Его построили из-за невозможности наведения моста по ряду причин: пролив слишком глубокий (минимальная глубина свыше 100 метров) и в нём часты тайфуны, при попадании в которые там тонули паромы.
В проливе есть много хороших якорных стоянок, но нет мест, совершенно закрытых от ветра. Основное течение направлено с запада на восток, скорость течения в середине пролива — около 3 узлов. Течение часто разветвляется на несколько отдельных струй, периодически меняющих своё направление. Приливы до 2 м.
Оба берега гористы и покрыты лесом. На берегу острова Хоккайдо в Сангарском проливе расположен город Хакодате — в начале XX века местопребывание русского консульства и порт, наиболее посещаемый российскими амурскими судами. Первая карта Сангарского пролива была составлена русским адмиралом И. Ф. Крузенштерном. С южной стороны пролива глубоко в сушу на юг вдаётся залив Муцу, на котором расположен город-порт Аомори.
Зимой пролив не замерзает.

## В культуре
- Tsugaru Kaikyō Fuyugeshiki[англ.] (самая известная песня Саюри Исикавы, песня номинировалась на звание самой лучшей песни в Японии в 1977 году)
- Городницкий, Александр Моисеевич, песня «Пролив Сангар»